# Ichijō Ietsune
Ichijō Ietsune (一条 家経, [[[1248]] - 1294] Erro: {{japonês}}: texto da transliteração contém caractere não latino (pos 19) (ajuda)), foi um nobre do período Kamakura da História do Japão. Foi o segundo líder do Ramo Ichijō do Clã Fujiwara.

## Vida
Ietsune foi o filho mais velho de Sanetsune.

## Carreira
Ietsune serviu os seguintes imperadores: Go-Fukakusa (1259-1260); Kameyama (1260-1274);  Go-Uda (1274-1287); Fushimi (1287-1294).
Ietsune entrou para a corte em 1257 durante o governo do Imperador Go-Fukakusa e em 1259 foi nomeado Chūnagon.
Em 1262 já no governo do Imperador Kameyama foi promovido a Dainagon. Em 1267 foi promovido a Naidaijin até 1268, quando foi promovido a Udaijin.
Em 1273 foi nomeado tutor imperial (Togu-no-fu). Em 1274 ele foi nomeado Sesshō (regente) do jovem Imperador Go-Uda, sendo também promovido a Sadaijin até 1275.
Ietsune também era poeta, vários de seus poemas waka foram incluídos na antologia poética Nijūichidaishū. Participou do concurso de poesia Sekkanke Tsukijusshu Uta-Awase ( 摂政家月十首歌合? ) em 1275.
Foram filhos de Ietsune os nobres: Uchisane, Iefusa e o monge budista Dōshō, entre outros.
| Precedido por Ichijō Sanetsune     | -- 2º Líder dos Ichijō Fujiwara (1284 -1294) | Sucedido por Ichijō Uchisane     |
| Precedido por Tōin Saneo           | Sesshō (1274-1275)                           | Sucedido por Konoe Motohira      |
| Precedido por Takatsukasa Mototada | 68º Sadaijin (1269-1275)                     | Sucedido por Nijō Morotada       |
| Precedido por Takatsukasa Mototada | 109º Udaijin (1268-1269)                     | Sucedido por Kasannoin Michimasa |
| Precedido por Ōinomikado Fuyuchū   | 80º Naidaijin (1267-1268)                    | Sucedido por Nakanoin Michinari  |